# 下中八幡宮
下中八幡宮（しもなかはちまんぐう）は、愛知県名古屋市中村区押木田町にある神社。

## 由緒
社伝によれば創建は保元元年（1156年）で源為朝が関わるものであるという。
加藤清正が中村に勧請した3つの八幡社の1つとされるが、後に衰退。寛永20年（1643年）に再興された。古い棟札が複数枚残されており、延宝3年（1675年）のものが最古とされる。なお、明治時代初期まで61年毎に「お鍬祭り」が行われていたという。
境外社の日之宮神社はかつて日吉権現と称し、秀吉の母大政所が男子を授かろうと日参したと伝えられ、秀吉の幼名・日吉丸はこの社に由来する。また、羽柴秀吉の氏神であったと伝えられる。

## 祭神
- 応神天皇（譽田別命）
- 神功皇后（息長帯比賣命）

## 主な年中行事
- 1月1日：元日祭
- 2月11日：春祭、龍神橘大神祭（龍神祭）
- 6月6日：石神社例祭
- 8月8日：夏祭「輪くぐり」（赤丸神事、虫封じ）
- 8月24日：日の宮神社例祭
- 10月9日・10日：秋大祭
- 11月15日：七五三
- 毎月10日：月並祭

## 境内外社
- 境内社：龍神社
  - 祭神：龍神楠木大神
- 境内社：鹽竈社
  - 祭神：塩土老翁神・武甕槌命・経津主神
- 境外社：石神社
  - 祭神：倉稲魂命
- 境外社：日之宮神社
  - 祭神：大山咋命